# Hawaii Five-0
Hawaii Five-0 američka je televizijska kriminalistička i dramska serija izvršnih producenata Peter M. Lenkova, Alex Kurtzmana i Roberto Orcia. Hawaii Five-0 je remake istoimene televizijske serije Hawaii Five-O koja se prikazivala od 1968. do 1980. godine (razlika je u broju 0 u nazivu remakea i u velikom slovu O u nazivu originala). U Sjedinjenim je Državama premijeru doživjela na kabelskoj televizijskoj mreži CBS, 20. rujna 2010. godine. Dan poslije objavljeno je da će prva sezona imati 24 epizode. Datuma 15. svibnja 2011. najavljenja je druga sezona. Druga sezona je doživjela premijeru 19. rujna 2011. godine. CBS obnovio je seriju 6. sezonom 11. svibnja 2015. godine. Serija se trenutno sastoji od ukupno 128 epizoda.
Serija prati događaje vezane uz malu, specijaliziranu državnu policijsku operativnu grupu smještenu na Havajima. Vođa operativne grupe je Steve McGarrett, u čijem timu se nalaze još i Danny Williams, Chin Ho Kelly, Kono Kalakaua i Lou Grover. Zajedno istražuju različita kriminalna djela, od terorističkih napada sve do otmica.

## "Five-0 efekt"
Od početka emitiranja, serija je pozitivno utjecala na ekonomiju tamošnjih obrta i tvrtki koje su, nakon pojavljivanja u epizodama, uočile rast prihoda - tzv. Five-0 efekt.

## Glumci

### Glavni glumci
- Alex O'Loughlin kao Steven "Steve" McGarrett
- Scott Caan kao Daniel "Danny" Williams
- Daniel Dae Kim kao Chin Ho Helly
- Grace Park kao Kono Kalakaua
- Masi Oka kao Dr. Max Bergman
- Chi McBride kao Lou Grover (od 4. sezone)
- Jorge Garcia kao Jerry Ortega (od 5. sezone)

#### Glavni glumci prema sezonama
| Ime                                   | Glumi           | Sezone     | Sezone     | Sezone     | Sezone     | Sezone     | Sezone     |            |
| Ime                                   | Glumi           | Sezona 1   | Sezona 2   | Sezona 3   | Sezona 4   | Sezona 5   | Sezona 6   |            |
| ------------------------------------- | --------------- | ---------- | ---------- | ---------- | ---------- | ---------- | ---------- | ---------- |
| Steven J. "Steve" McGarrett           | Alex O'Loughlin | Glavni lik | Glavni lik | Glavni lik | Glavni lik | Glavni lik | Glavni lik |            |
| Daniel "Danny" (ili "Danno") Williams | Scott Caan      | Glavni lik | Glavni lik | Glavni lik | Glavni lik | Glavni lik | Glavni lik |            |
| Chin Ho Kelly                         | Daniel Dae Kim  | Glavni lik | Glavni lik | Glavni lik | Glavni lik | Glavni lik | Glavni lik |            |
| Kona "Kono" Kalakaua                  | Grace Park      | Glavni lik | Glavni lik | Glavni lik | Glavni lik | Glavni lik | Glavni lik |            |
| Dr. Max Bergman                       | Masi Oka        | Česti lik  | Glavni lik | Glavni lik | Glavni lik | Glavni lik | Glavni lik |            |
| Lori Weston                           | Lauren German   | -          | Glavni lik | -          | -          | -          | -          |            |
| Catherine "Cath/Cat" Rollins          | Michelle Borth  | Česti lik  | Česti lik  | Glavni lik | Glavni lik | Gost       | Česti lik  |            |
| Lou Grover                            | Chi McBride     | -          | -          | -          | Glavni lik | Glavni lik | Glavni lik | Glavni lik |
| Jerry Ortega                          | Jorge Garcia    | -          | -          | -          | Česti lik  | Glavni lik | Glavni lik |            |

### Sporedni glumci
- Terry O'Quinn kao Joe White - umirovljenik ratne mornarice Sjedinjenih Američkih Država, mentor Steveu McGarrettu i instruktor Navy SEAL-a. Dolazi na Havaje kako bi pomogao Steveu na zahtjev Dannyja Williamsa.
- Mark Dacascos kao Wo Fat - kriminalac koji ima jake veze s Havajskim Yakuzama, trgovcima oružjem, teroristima i jakim državnim dužnosnicima. Stoji iza ubojstva McGarrettovih roditelja. On je također smjestio Steveu McGarrettu ubojstvo guvernera.
- Larisa Oleynik kao Jenna Kaye - bivša analitičarka CIA-e i pomoćnica policije.
- Lauren German kao Lori Weston - bivša časnica domovinske sigurnosti. Postavljena od strane guvernera da promatra Five-0 drže li se pravila.
- Teila Tuli kao Kamekona - vlasnik Waiola Shave Icea i povjerljivi doušnik.
- Claire van der Boom kao Rachel - Dannyjeva bivša žena.
- Teilor Grubbs kao Grace Williams - Dannyjeva kći.
- Jean Smart kao Pat Jameson - guvernerka koja je ubijena od strane Wo Fata.
- Kelly Hu kao Laura Hills - osoba za odnos s javnosti guvernera koja je ubijena u eksploziji automobila.
- Taryn Manning kao Mary Ann McGarrett - Steveova sestra.
- Michelle Borth kao Catherine Rollins - obavještajna časnica na Enterpriseu, a Steve McGarrett je njen ljubavnik.
- Will Yun Lee kao Sang Min - član bande Snakehead i izvor kriminalne inteligencije za Five-0.
- James Marsters kao Victor Hesse - ubojica McGarrettovog oca i pomoćnik Wo Fata.
- Al Harrington kao Mamo Kahike - časnik HPD-a.
- Dennis Chun kao Duke Lukela - časnik HPD-a.
- Kala Alexander kao Kawika - vođa bande Kapu.
- Richard T. Jones kao Sam Denning - guverner koji je zamijenio guvernerku Jameson.

## Vanjske poveznice
- Službena stranica
- Hawaii Five-0 na Internet Movie Databaseu
- Hawaii Five-0  Arhivirana inačica izvorne stranice od 26. rujna 2011. (Wayback Machine) na TV.com
- Hawaii Five-0 na Amazon.com